# シンデレラマン
『シンデレラマン』（原題: Cinderella Man）は、2005年のアメリカ映画。大恐慌時代に活躍した、映画のタイトルとなったあだ名の実在のプロボクサー、ジェームス・J・ブラドックの大番狂わせの試合を描いた伝記映画。ラッセル・クロウ主演。

## ストーリー
ボクサーとして華やかな戦歴を持つジム・ブラドックだったが、年齢的にも全盛期を過ぎ、またアメリカは大恐慌まっただ中の辛い時代、連戦の疲労から怪我もあり、ライセンスを剥奪されてしまう。
ボクサーの仕事を失ったジムは、港湾労働者として日雇いの仕事をしながら妻のメイや子供たちと暮らしていたが、生活は貧しく、食べ物を買うことさえもやっとだった。
やがて、試合の直前になって対戦相手がキャンセルしてしまったために、ジムのもとにたった一回のボクシングの試合を戦うチャンスが舞い込む。大方の予想を裏切り、ジムは相手をノックアウトする。極貧の生活からボクシングの世界にカムバックしたジムの活躍は、貧困に喘ぐ人々を勇気づけ、スポーツ記者からは「シンデレラマン」と呼ばれる。ジムのマネジャー、ジョーはプロモーターに掛け合ってヘビー級チャンピオンマックス・ベアとの試合を認めさせるが、過去の試合で二人のボクサーを殴り殺したマックスとの試合にメイは恐怖する。ジムは、家族のためにマックスと戦い、無敵と思われていた相手に対して判定勝ちをおさめる。

## キャスト
| 役名                     | 俳優                       | 日本語吹替   |
| ------------------------ | -------------------------- | ------------ |
| ジム・ブラドック         | ラッセル・クロウ           | 山路和弘     |
| メイ・ブラドック         | レネー・ゼルウィガー       | 松本梨香     |
| ジョー・グールド         | ポール・ジアマッティ       | 岩崎ひろし   |
| マックス・ベア           | クレイグ・ビアーコ         | 内田直哉     |
| ジミー・ジョンストン     | ブルース・マッギル         | 勝部演之     |
| マイク・ウィルソン       | パディ・コンシダイン       | 家中宏       |
| ジェイ・ブラドック       | コナー・プライス           | 池田恭祐     |
| ローズマリー・ブラドック | アリエル・ウォーラー       | 宮本侑芽     |
| ハワード・ブラドック     | パトリック・ルイス         | 本城雄太郎   |
| ジョー・ジャネット       | ロン・カナダ               | 藤本譲       |
| フォード・ボンド         | デヴィッド・ヒューバンド   | 稲葉実       |
| サラ・ウィルソン         | ローズマリー・デウィット   | 八十川真由野 |
| ルシール・グールド       | リンダ・カッシュ           | 増子倭文江   |
| スポーティ・ルイス       | ニコラス・キャンベル       | 有本欽隆     |
| ローリック神父           | チャック・シャマタ         | 秋元羊介     |
| ジェイク                 | ジーン・パイアズ           | 小島敏彦     |
| アンジェロ               | アンジェロ・ダンディー     | 千田光男     |
| アンシル・ホフマン       | ケン・ジェームズ           | 宝亀克寿     |
| アル・フェイジン         | ランス・ハワード           | 小室正幸     |
| タフィー・グリフィス     | トーマス・カジドロウスキー | 廣田行生     |
| ルイス・コーチ           | ルーファス・クロフォード   | 福田信昭     |
| マカヴォイ               | フルヴィオ・チェチェーレ   | 星野充昭     |
| アリス                   | アリシア・ジョンストン     | 恒松あゆみ   |
| クインシー               | ジェリー・クイグリー       | 船木真人     |
| ラスキー                 | マーク・シモンズ           | 白熊寛嗣     |

- 日本語版制作スタッフ：演出：小山悟、翻訳：平田勝茂、録音・調整：新井保雄、録音制作：HALF H・P STUDIO、制作監修：山本千絵子、日本語版制作：DISNEY CHARACTER VOICES INTERNATIONAL, INC.

## 評価
レビュー・アグリゲーターのRotten Tomatoesでは213件のレビューで支持率は80%、平均点は7.40/10となった。Metacriticでは40件のレビューを基に加重平均値が69/100となった。
映画では、マックス・ベアは試合で二人殺したことを周囲に自慢する悪役として描写されている。実際には、ベアとの試合直後に死亡したのはフランキー・キャンベル一人だけであり、ベアの息子によるとベアはそのことを気に病んでおり、遺族のために相当の額を募金したとのことである。ブラドックの伝記本を書いたジェレミー・シャープによると、映画のようにベアがメイに軽口を叩くようなことはありえないとのことである。

## パッケージソフト
- DVD「シンデレラマン」2006年1月25日発売。ブエナ ビスタ ホーム エンターテイメント。